# Kameleontmattvävare
Kameleontmattvävare (Floronia bucculenta) är en spindelart som först beskrevs av Carl Alexander Clerck 1757.  Kameleontmattvävare ingår i släktet Floronia och familjen täckvävarspindlar. Arten är reproducerande i Sverige. Inga underarter finns listade i Catalogue of Life.